# Hylopezus ochroleucus
A Hylopezus ochroleucus a madarak osztályának verébalakúak (Passeriformes) rendjébe és a hangyászpittafélék (Grallariidae) családjába tartozó  faj.

## Rendszerezése
A fajt Maximilian zu Wied-Neuwied német herceg, kutató és természettudós írta le 1831-ben, a Myioturdus nembe Myioturdus ochroleucus néven.

## Előfordulása
Brazília északkeleti részén honos. Természetes élőhelyei a szubtrópusi és trópusi síkvidéki esőerdők, lombhullató erdők és szavannák. Állandó, nem vonuló faj.

## Megjelenése
Testhossza 13 centiméter.

## Természetvédelmi helyzete
Az elterjedési területe még nagy, de gyorsan csökken,  egyedszáma szintén csökken. A Természetvédelmi Világszövetség Vörös listáján mérsékelten fenyegetett fajként szerepel. 